# Konstantinos IV
Konstantinos IV (tiếng Hy Lạp: Κωνσταντίνος Δ', Kōnstantinos IV, tiếng Latinh: Constantinus IV), (652 – 685), đôi lúc còn gọi sai là Pogonatos nghĩa là "Có Râu", để khỏi nhầm lẫn với phụ hoàng, là Hoàng đế Đông La Mã từ năm 668 đến 685. Triều đại của Konstantinos IV đã chứng kiến sự dừng lại nghiêm trọng đầu tiên sau gần 50 năm Hồi giáo bành trướng mà không bị gián đoạn, trong khi lời triệu tập Công đồng Đại kết thứ sáu của ông thì lại xem là sự kết thúc của cuộc tranh cãi thuyết Nhất ý luận tại Đế quốc Đông La Mã.

## Sự nghiệp ban đầu
Là con trưởng của Konstans II, Konstantinos IV được cha mình phong làm đồng hoàng đế vào năm 654. Ông phụ trách việc quản lý các công việc ở Constantinopolis khi Konstans II vắng mặt kéo dài ở Ý và trở thành Hoàng đế lớn khi Konstans bị ám sát vào năm 668. Mẹ ông là Fausta, con gái của nhà quý tộc Valentinus. Nhiệm vụ đầu tiên của vị Hoàng đế mới là đàn áp cuộc nổi dậy của quân đội ở Sicilia dưới trướng Mezezios, kẻ tiếm ngôi đã gây ra cái chết của phụ hoàng. Trong vòng bảy tháng kể từ khi lên ngôi, Konstantinos IV đã xử lý cuộc nổi dậy với sự ủng hộ của Giáo hoàng Vitalian. Tuy nhiên, thành công này đã bị lu mờ bởi những rắc rối ở phía đông.
Ngay từ đầu năm 668, Caliph Muawiyah I nhận được lời mời của Saborios, viên tướng chỉ huy quân đội ở Armenia sang giúp lật đổ Hoàng đế ở Constantinopolis. Muawiyah chấp thuận rồi gửi một đội quân dưới quyền hoàng nam Yazid chống lại Đế quốc Đông La Mã. Yazid tiến quân tới Chalcedon và đánh chiếm Amorion, một trung tâm quan trọng của Đông La Mã lúc bấy giờ. Khi thành phố mau chóng được hồi phục, người Ả Rập lại tiếp tục tấn công Carthage và Sicilia vào năm 669. Năm 670, người Ả Rập chiếm được Cyzicus và thiết lập một căn cứ tại đây để phát động nhiều cuộc tấn công hơn nữa vào trung tâm của Đế chế. Hạm đội của họ đã chiếm được Smyrna và các thành phố ven biển khác vào năm 672. Cuối cùng vào năm đó, người Ả Rập đã gửi một hạm đội lớn tấn công Constantinopolis bằng đường biển. Trong lúc Konstantinos đang bị phân tâm bởi chuyện này thì người Slav phải chịu thảm bại khi tấn công Thessalonika.

## Cuộc vây hãm Constantinopolis: 674-678

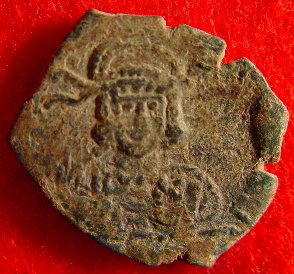
Đồng xu được đúc dưới thời Konstantinos IV.

Bắt đầu từ năm 674, người Ả Rập đã tiến hành cuộc bao vây thành Constantinopolis được chờ đợi từ lâu. Một hạm đội lớn đã được lắp bộ cánh buồm dưới sự chỉ huy của Abdu'l-Rahman ibn Abu Bakr trước khi kết thúc năm đấy; trong những tháng mùa đông một số tàu thuyền còn neo đậu tại Smyrna, số còn lại nằm ngoài khơi bờ biển Cilicia. Thêm một hạm đội khác được tăng cường cho lực lượng của Abd ar-Rahman trước khi họ khởi hành tới Hellespontos, từ đây họ đi thuyền trong khoảng tháng 4 năm 674. Từ tháng 4 đến tháng 9 năm 674, đoàn tàu thả neo từ mũi đất Hebdomon, nằm trên Propontis, xa đến tận mũi đất Kyklobion, gần Cổng Vàng, và trong suốt những tháng tiếp theo thì giao chiến với hạm đội Đông La Mã bảo vệ bến cảng từ sáng đến tối.
Biết rằng nó chỉ là vấn đề thời gian trước khi Constantinopolis bị vây hãm, Konstantinos đảm bảo rằng thành phố sẽ được chu cấp đầy đủ. Ông còn cho đóng một số lượng lớn hỏa thuyền và các loại thuyền buồm nhanh được trang bị các ống phun lửa. Đây là trường hợp đầu tiên sử dụng lửa Hy Lạp được biết đến trong chiến đấu, đó là một trong những lợi thế quan trọng mà người Đông La Mã sở hữu. Vào tháng 9, người Ả Rập đã thất bại trong nỗ lực chiếm thành phố của họ, liền dong buồm quay về Cyzicus mà họ đã thực hiện trong suốt mùa đông. Trong năm năm tiếp theo, người Ả Rập đều quay trở lại mỗi mùa xuân để tiếp tục vây hãm Constantinopolis nhưng với kết quả tương tự. Thành phố sống sót và cuối cùng đến năm 678 người Ả Rập đã buộc phải gia tăng cường độ bao vây. Người Ả Rập rút lui và đã gần như đồng thời bị đánh bại trên đất liền ở Lycia tại Anatolia. Sự đảo ngược bất ngờ này đã buộc Muawiyah I tìm kiếm một thỏa thuận đình chiến với Konstantinos. Các điều khoản của thỏa thuận được ký kết yêu cầu người Ả Rập rút khỏi các đảo mà họ đã chiếm giữ tại Aegea, đồng thời phải trả một khoản cống nạp hàng năm cho Hoàng đế gồm năm mươi nô lệ, năm mươi con ngựa và 3.000 tấn vàng. Việc chấm dứt cuộc vây hãm cho phép Konstantinos điều quân giải vây Thessalonika đang bị người Slav bao vây.

## Cuối đời

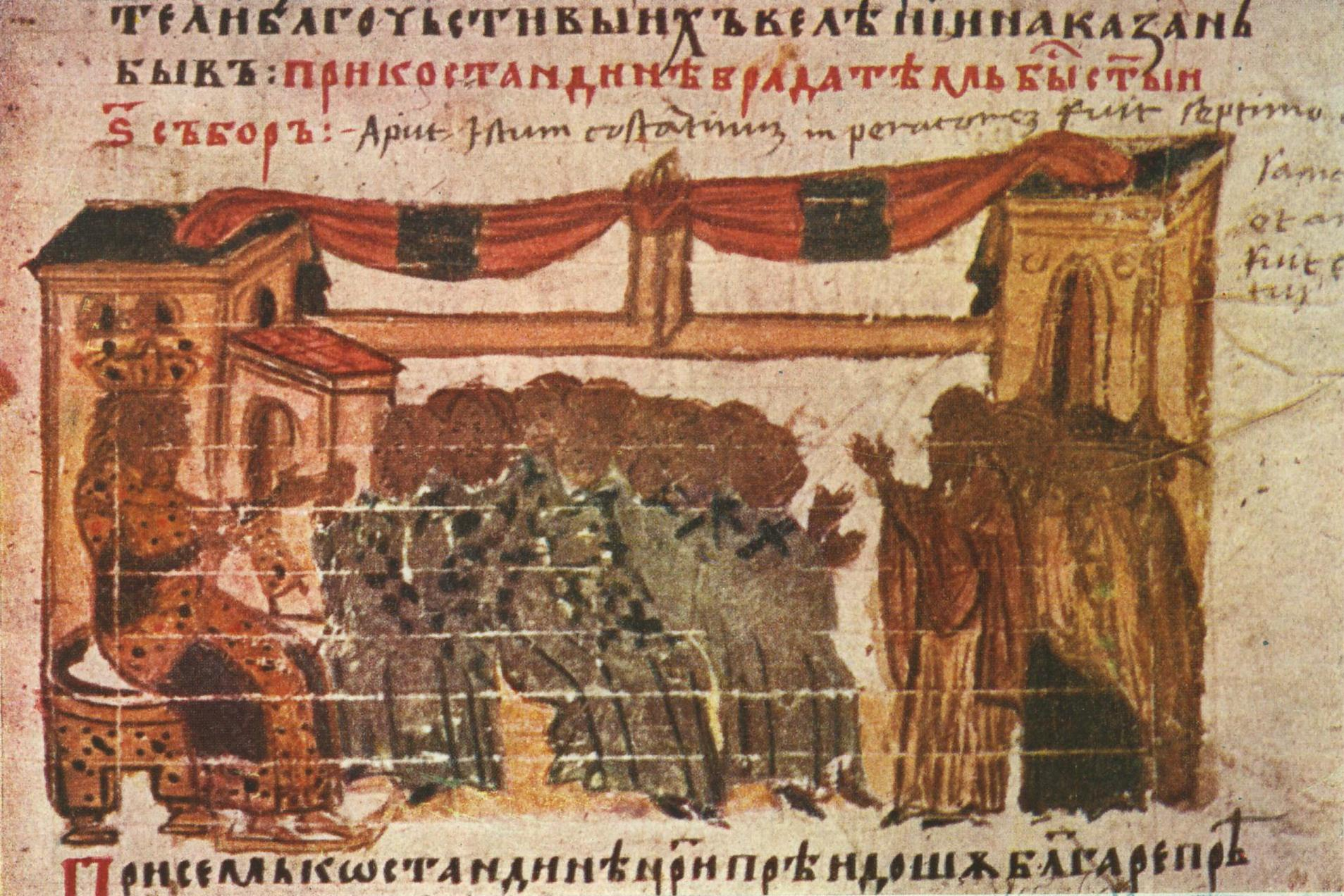
Konstantinos cho triệu tập Công đồng Chung thứ sáu, trích từ cuốn Biên niên sử Manasses.

Tạm thời thoát khỏi mối đe dọa từ người Ả Rập, Konstantinos đã chuyển hướng sự chú ý của ông sang Giáo hội vốn đang bị giằng xé giữa phái Nhất ý luận và Chính Thống giáo. Tháng 11 năm 680, Konstantinos cho triệu tập Công đồng Chung thứ sáu (còn được gọi là Công đồng Constantinopolis thứ ba). Đích thân Konstantinos phải chủ trì trong những khía cạnh chính thức của việc kiện tụng (mười một phiên họp đầu tiên và sau đó là mười tám), bị vây quanh bởi các triều thần của mình nhưng ông chẳng đóng vai trò tích cực nào trong các cuộc thảo luận thần học. Công đồng tái khẳng định các học thuyết Chính Thống giáo của Công đồng Chalcedon năm 451. Điều này giải quyết được tranh cãi của thuyết Nhất ý luận; tạo sự thuận tiện cho Đế quốc, nhất là hầu hết khu vực của phái này đều nằm dưới sự kiểm soát của Umayyad Caliphate. Công đồng chính thức bế mạc vào tháng 9 năm 681.

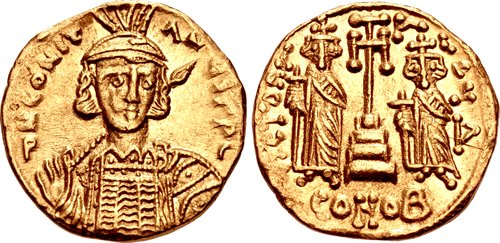
Một đồng solidus khắc họa hình Konstantinos và anh em của mình, được đúc từ trước năm 681 khi về sau ông này bị tùng xẻo.

Do các cuộc xung đột đang diễn ra với người Ả Rập trong suốt thập niên 670, Konstantinos đã buộc phải ký kết hiệp ước hòa bình ở phía tây với người Lombard đang chiếm giữ Brindisi và Taranto. Cũng trong năm đó, người Bulgar dưới trướng Asparukh đã vượt qua sông Danube tiến vào lãnh thổ của Đế chế trên danh nghĩa và bắt đầu chinh phục các cộng đồng địa phương và các bộ tộc Slav. Năm 680, Konstantinos IV đã dẫn đầu một chiến dịch kết hợp lục hải chống lại những kẻ xâm lược và tiến hành bao vây quân doanh kiên cố của họ tại Dobruja. Do tình hình sức khỏe xấu dần, Hoàng đế phải bỏ chạy giữa chừng khiến toàn quân hoảng loạn và bị người Bulgar đánh bại hoàn toàn. Năm 681, Konstantinos buộc phải thừa nhận nhà nước Bulgar ở Moesia và trả tiền cống nạp/bảo vệ để tránh họ xâm nhập sâu hơn vào xứ Thracia thuộc Đông La Mã. Do đó mà Hoàng đế mới lập ra Theme xứ Thracia.
Hai anh em Heraclius và Tiberius đã được đăng quang với danh hiệu Augusti dưới thời trị vì của cha mình, và điều này đã được khẳng định bởi yêu cầu của dân chúng, nhưng vào năm 681 Konstantinos đột nhiên sai người tùng xẻo họ để truất quyền trị vì. Đồng thời ông còn trao vương miên cho người con út là Justinianus II cùng đồng trị vì cho tới khi Konstantinos qua đời vì kiết lỵ vào ngày 14 tháng 9 năm 685.

## Gia đình
Với vợ là Anastasia, Konstantinos IV có hai đứa con trai:
- Justinianus II, kế vị ông làm hoàng đế
- Heraclius

## Ảnh hưởng văn hóa
Konstantinos IV do diễn viên Iossif Surchadzhiev đóng trong bộ phim Bulgaria năm 1981 Aszparuh, đạo diễn Ludmil Staikov.

### Chính yếu
Theophanes the Confessor, Chronographia.

### Thứ yếu
- Kazhdan, Alexander, biên tập (1991), Oxford Dictionary of Byzantium, Oxford University Press, ISBN 978-0-19-504652-6
- Norwich, John Julius (1990), Byzantium: The Early Centuries, Penguin, ISBN 0-14-011447-5
- Canduci, Alexander (2010), Triumph & Tragedy: The Rise and Fall of Rome's Immortal Emperors, Pier 9, ISBN 978-1-74196-598-8
- Moore, R. Scott, "Constantine IV (668 -685 A.D.)", De Imperatoribus Romanis Lưu trữ ngày 28 tháng 2 năm 2018 tại Wayback Machine (1997)
- Warren Treadgold, A History of the Byzantine State and Society (Stanford University Press, 1997) ISBN 0-8047-2630-2
- Bury, J.B., A History of the Later Roman Empire from Arcadius to Irene, Vol. II, MacMillan & Co., 1889

 Tư liệu liên quan tới Konstantinos IV tại Wikimedia Commons